# اکسایش سوورن
اکسایش سوورن(به انگلیسی: Swern oxidation) که به نام شیمیدان آمریکایی دنیل سوورن نامگذاری شده‌است، یک واکنش شیمیایی است که به موجب آن یک الکل نوع اول یا دوم با استفاده از اکسالیل کلرید، دی‌متیل سولفوکسید (DMSO) و یک باز آلی مانند تری‌اتیل‌آمین به یک آلدهید یا کتون، اکسید می‌شود.
محصولات جانبی این واکنش عبارتند از دی‌متیل سولفید (Me2S)، کربن مونوکسید (CO)، کربن دی‌اکسید (CO2) و —زمانی که تری‌اتیل‌آمین به عنوان باز استفاده شود— تری‌اتیل‌آمونیوم کلرید (Et3NHCl) تولید می‌شود. از محصولات جانبی فرار، دی‌متیل سولفید دارای بوی شدیدی است و کربن مونوکسید کاملاً سمی است، بنابراین این واکنش باید در زیر هود شیمیایی مناسب انجام شود. دی‌متیل سولفید مایعی فرار (دمای جوش ۳۷ درجه سانتی‌گراد) با بوی نامطبوع در غلظت‌های بالا است.